# Hermann Passe
Hermann Passe (* 13. September 1894 in Hemelingen; † 28. Dezember 1977 in Hamburg) war ein deutscher politischer Funktionär (NSDAP).

## Leben und Tätigkeit
Passe, der Sohn eines Silberprägers, studierte nach dem Schulbesuch und der Teilnahme am Ersten Weltkrieg von 1919 bis 1921 Jura und Nationalökonomie in Rostock. Anschließend arbeitete er als Bankbeamter. Zum 1. Dezember 1930 trat er in die NSDAP ein (Mitgliedsnummer 383.708). Januar 1932 wurde er außerdem Mitglied der Schutzstaffel (SS-Nummer 35.763).
1933 ließ Passe sich von der SS unter Androhung von Gewalt als Nachfolger von Heinrich Ellmers, der in den Ruhestand geschickt wurde, als Bürgermeister von Hemelingen einsetzen.
Ab November 1936 bekleidete Passe den Posten des Kreisleiters des NSDAP-Kreises Celle. Anschließend wurde er in die Parteikanzlei der NSDAP, das zentrale Lenkungsorgan zur Beaufsichtigung und Steuerung der NSDAP, berufen, in dem er bis zum Kriegsende als Mitarbeiter Martin Bormanns Amtsleiter eingesetzt war. Ab 1941 leitete er das Amt II W, das mit der Bearbeitung von Wehrmachtsfragen befasst war. In dieser Stelle erreichte er in der Verwaltung den Amt eines Ministerialdirigenten, während er in der SS  am 9. November 1943 den Rang eines SS-Oberführers erhielt.
1946 wurde Passe von den amerikanischen Besatzungsbehörden verhaftet und bis 1950 gefangen gehalten. In diesem Jahr wurde er aus der Haft nach Bleckede entlassen.